# بگو
بگوی مقدس (درگذشته‌ی ۳۱ اکتبر ۶۹۰) نخست یک راهبه و سپس یک قدیس از هکنس، یورک‌شر (دیرا) بود. او در محاوره‌ی رهبانی در صومعه‌ی هکنس خدمت کرد، در نزدیکی اسکاربرو که توسط هیلدای ویتبی برای مدت کوتاهی پیش از مرگش ساخته‌بود.